# تپه دمیر قیه
تپه دمیر قیه مربوط به دوره اشکانیان است و در شهرستان کمیجان، بخش میلاجرد، دهستان خسروبیگ، روستای فامرین واقع شده و این اثر در تاریخ ۲۶ اسفند ۱۳۸۶ با شمارهٔ ثبت ۲۲۰۶۵ به‌عنوان یکی از آثار ملی ایران به ثبت رسیده است.